# حابس العبادي
حابس خلف باير العبادي (1944 - 2 فبراير 2017) ممثل أردني راحل برع في الأدوار البدوية الشريرة ونال شهرة واسعة في الخليج العربي.

## أعماله
- أبو سالم اره اره
- سيدي رباح فيلم تلفزيوني
- الغريب
- نجمة والأستاذ مع أمل الدباس
- فرناس والخرساء
- وجه الزمان
- أيام عصيبة
- وضحا وبن عجلان
- معقول ياناس
- محاكم بلاسجون
- الغريبة 1981[3]
- راعي الصيت
- جلوة راكان
- المهر
- راس غليص، 2008
- راعية الوضحا الغريبة
- أخو سعدى، 1988، بدور الشيخ سنان
- مسلسل تل الريشوني
- مسلسل متعب الشقاوي

## وفاته
توفي يوم الخميس 2 فبراير 2017 عم عمر يناهز 72 عاما بعد معاناة مع المرض.

## روابط خارجية
- حابس العبادي على موقع قاعدة بيانات الأفلام العربية